# Lea i Darija (2011.)
Lea i Darija je hrvatski biografski dramski film iz 2011. godine o životu mlade zagrebačke glumice Lee Deutsch i njezinu prijateljstvu s Darijom Gasteiger. Redatelj filma je Branko Ivanda. Snimanje filma započelo je u lipnju 2010. godine, a film je premijerno prikazan 16. srpnja 2011. prilikom otvaranja nacionalnog programa 58. festivala igranog filma u Puli. U distribuciju u kina krenuo je nakon premijere u zagrebačkom HNK 29. siječnja 2012.

## Radnja
Radnja filma započinje u austrijskom Innsbrucku 2010. godine gdje ostarjela Darija Gasteiger vadi filmove s uspomenama iz zagrebačkih dana. Usred pregledavanja uspomena javlja joj se glas njezine prijateljice Lee i pokušava ju prisjetiti na njihovo prijateljstvo i dane djetinjstva.
Nakon što Lea počinje pjevati pjesmu, radnja se vraća u Zagreb 1939. kada veliki glumac i redatelj Tito Strozzi priprema dječju operetu Čudo od djeteta za koju je, na glazbu Josipa Dečija napisao libreto. Mlada Židovka i vrlo talentirana scenska umjetnica Lea Deutsch dobiva glavnu ulogu koja zahtijeva i pjevačke i plesne vježbe. Lea je članica kazališnog ansambla Dječje carstvo koja djeluje u sklopu HNK u Zagrebu. Lein talent prepoznat je to te mjere da je igrala i u nekoliko predstava na velikoj sceni kazališta, ali osobni vrhunac predstavlja ipak glavna uloga u opereti Čudo od djeteta. Kako nije bilo uobičajeno da djeca izvode na velikoj sceni, predstava je trebala dobiti odobrenje strogog intendanta kazališta. Nakon Leine solo izvedbe, intendant i vijeće su bili toliko oduševljeni da su bespogovorno prihvatili predstavu i naručili premijeru za 20 dana. 
U međuvremenu, u Zagreb dolazi Rod Riffler, ugledni učitelj suvremenog plesa, u pratnji prijatelja Louisa i plesačice Nade Ungar. On otvara privatnu plesnu školu u kojoj se pripremaju članovi Dječjeg carstva. Isto tako, u Zagreb se iz Njemačke vraća obitelj Gasteiger - otac Gustav, inženjer, majka Melita i kći Darija. Iako se isprva rađa rivalstvo između dvije talentirane plesačice (ponajviše potaknuto od strane Darijine majke), Lea i Darija ubrzo postaju najbolje prijateljice. Svojim talentom, ponukaju Strozzija da pronađe predstavu s dvije glavne uloge u kojoj bi obje mogle glumiti. U tome je uspio - predstava Ivica i Marica omogućila je i Lei i Dariji da glume zajedno i da igraju glavne uloge (Darija je igrala Ivicu, Lea Maricu). 
Dok se prijateljstvo između dvije djevojčice razvija, rivalitet kojeg potiče Darijina majka prema Lei i njezinoj majci Ivki raste. Vrhunac toga dolazak je snimatelja iz pariškog Pathea kako bi dokumentirali i snimali Leu, koja već uživa nadimak "hrvatske Shirley Temple". S druge strane, Europa je u tom razdoblju već u ratu, a Hitlerov Treći Reich postepeno širi svoj utjecaj i na Jugoslaviju. Nakon što se dotadašnja kraljevina u travnju 1941. raspadne, na području Hrvatske uspostavlja se fašistička Nezavisna Država Hrvatska koja u roku od par mjeseci formira rigorozne i diskriminirajuće rasne zakone. 
Obitelj Deutsch prisiljena je nositi oznake na odjeći, a stigla je i naredba o preseljenju u drugi dio grada. Ipak, mladi član Poglavnikove osobne straže, Tadija Kukić uspijeva srediti da on dobije stan Deutschovih, a kako mu se Lea sviđa (iako nisu nikad razgovarali), dozvoljava Deutschovima da ostanu u stanu te da mu daju samo jednu sobu na korištenje. Iako su isprva zbunjeni ponudom, Deutschevi ostaju u stanu s novim sustanarom. Novi udarac događa se kada Leu izbace iz kazališta i zabrane joj pristup zgradi. Njezin otac Stjepan i majka Ivka sastavljaju molbu za Ured za rasna pitanja pri Ministarstvu unutrašnjih poslova kako bi se Lei dodijelio arijevski status zbog zasluga koje je ostvarila prije 10. travnja 1941. godine. Molbu su potpisali brojni uglednici (Strozzi, Gotovac), a Stjepan Deutsch dolazi kod novoizabranog intendanta Dušana Žanka koji obećaje kako će učiniti sve što je u njegovoj moći. Leu i njezina brata Sašu pokrštavaju kako bi im osigurali egzistenciju, ali odbijaju to isto učiniti i sebi kako bi i dalje dobivali podršku lokalne židovske zajednice. 
Darija, u međuvremenu, dobiva priliku za snimanje u berlinskoj UFA-i i preuzima glavnu ulogu u Čudu od djeteta zbog rasnog statusa. Iako su izbjegli rasnu diskriminaciju, Gasteigerovi ne uživaju raniji ugled i, nakon što Lea posjećuje Dariju kako bi joj ova pokazala snimke iz Berlina, nude pomoć Deutschovima. Stjepan Deutsch je završio na očnom odjelu Sestara milosrdnica kako bi bio skriven od progona (obitelj ga redovito posjećuje), a Tadija je zaprosio maloljetnu Leu kako bi joj dao dodatnu sigurnost. U međuvremenu, Lea se ipak zaljubila u Tadiju. 
Ipak, relativnu sigurnost koju su uživali poremetila je mobilizacija na Istočni front koja je zahvatila i Tadiju. Deutschovi su znali da Tadijin odlazak znači i njihov odlazak, a to se upravo i dogodilo. Kada joj je prijateljica iz razreda htjela donijeti domaći uradak, naišla je na njemačkog časnika koji joj je rekao da su Lea i njezina obitelj otišli na odmor. 
Lea, Ivka i Saša Deutsch su tada već bili u jednom od vagona što ih je prevozio za koncentracijski logor Auschwitz. S njima je bio i lokalni rabin. Pri dolasku vlaka, Lea ima svoju posljednju fantaziju o plesu s Darijom u vagonu koji je smješten u polju dok ih promatraju svi prijatelji iz divnog razdoblja mira i sigurnosti. 
Radnja se ponovo vraća u Innsbruck gdje stara Darija i Lea komuniciraju i dalje. Lea pokušava prisjetiti Dariju na njihovo prijateljstvo, no ova se uspijeva sjetiti svega osim svoje najbolje prijateljice. Zatim odlazi u sobu gdje čisti krzno svog psića Lole i grli se sa svojom kćeri. Film završava tako što kamera prikazuje lutke Darijine kćeri, među kojima se nalazi i jedna bijela lutka koju je Lea dobila na dar od kazališta prije premijere Čuda od djeteta. 
U odjavnoj špici saznajemo kako je Lea preminula u vagonu prije nego što su stigli u Auschwitz 1943. Ivka i Saša su stigli, no otad im se gubi svaki trag. Njezin otac preminuo je 15 godina kasnije. Gasteigerovi su živjeli u Innsbrucku, gdje i dalje živi Leina prijateljica, Darija.

## Glumačka postava
- Klara Naka kao Lea Deutsch, trinaestogodišnja Židovka koja sudjeluje u Dječjem carstvu, kazališnoj skupini za djecu i mlade u sklopu zagrebačkog HNK. Lea je bila iznimno talentirana scenska umjetnica koja je istovremeno mogla pjevati, glumiti i plesati, posebice step. Zbog svog iznimnog talenta nazvana je "hrvatskom Shirley Temple". Na audiciju za Leu prijavilo se više od 200[3] djevojčica, a produkcija je zahtijevala osobu koja je jako dobro stepala. Klara Naka je višestruka svjetska i europska prvakinja u stepu,[4] što joj je dalo prednost pri izboru. Prilikom jednog intervjua, izjavila je kako prije snimanja nije čula za Leu Deutsch.[3]
- Tammy Zajec kao Darija Gasteiger, trinaestogodišnja Njemica koja s roditeljima dolazi u Zagreb i pridružuje se Dječjem carstvu. Darija je također izrazito talentirana što isprva stvara rivalstvo između Lee i nje, ali ono se ubrzo pretvara u blisko prijateljstvo. Tammy Zajec također je višestruka svjetska i europska prvakinja u stepu što je bio jedan od glavnih kriterija za dobivanje uloge.[4] U scenama gdje se prikazuje starija Darija, tumači ju Žuža Egrenyi.
- Zrinka Cvitešić i Sebastian Cavazza kao Ivka i Stjepan Deutsch, Leini roditelji. Otac Stjepan je zagrebački odvjetnik s uredom u svom stanu na prvom katu u Gundulićevoj ulici, dok je majka domaćica koja je bila glazbeno obrazovana i voljela je igrati šah. Cavazzin lik bio je brižan otac s velikim strahom od gledanja svoje kćeri na pozornici kojeg uspije prebroditi na premijeri Čuda od djeteta. Zrinka Cvitešić odigrala je lik brižne majke pune podrške za ono što čime joj se kći bavi. Iako su pokušali učiniti sve kako bi spasili svoju djecu, u tome nisu imali uspjeha.
- Linda Begonja i Branko Završan kao Melita i Gustav Gasteiger, Darijini roditelji. Gasteigeri su Volksdeutscheri koji su se 1939. vratili u Zagreb gdje je njihova kći započela kazališnu karijeru. Dok je Gustav povučen inženjer, Melita je ambiciozna majka koja potiče rivalstvo s Leom i njezinom majkom. Iako je isprva sklona Berlinu u nadi da će njezinoj kćerki omogućiti uspjeh, kasnije nudi pomoć Ivki u slučaju problema s režimom. Begonja je posebno naišla na dobre kritike zbog težine uloge.[5]
- Vedran Živolić kao Tadija Kukić, mladi ustaški časnik. Tadija je na početku filma prikazan kao nespretan mladić s klizališta kojemu Lea nudi karte za premijeru, ali se ubrzo kod njega razviju emocije prema Lei koje rezultiraju njegovim divljenjem prema mladoj plesačici. Kasnije se otkriva kako je jedan od zagovornika fašističkog režima koji degradira Leinu obitelj. Kada sazna za preseljenje obitelji Deutsch, sredi papire kako bi oni mogli ostati u svom stanu, ali im se pridružuje kao sustanar. Obitelji je nudio stalnu pomoć i zaštitu, a čak je i vjenčao Leu kako bi joj dao dodatno osiguranje. U jeku događanja, emocije između njih dvoje počele su se sve više razvijati. Pred kraj filma mobiliziran je na Istočni front gdje odlazi i pogiba. Njegov odlazak ujedno je značio kraj i za Deutschove.
- Dražen Čuček kao Tito Strozzi, veliki hrvatski pisac, kazališni glumac, redatelj i libretist. Strozzi je svakako jedno od najvećih imena hrvatskoga kazališta, a njegova uloga u filmu jest sporedna, ali nikako zanemariva. Njegovo Dječje carstvo lansiralo je Leu Deutsch među zvijezde, a njegov libreto za operetu Čudo od djeteta omogućio je Lei Deutsch prvu glavnu ulogu na velikoj sceni narodnog kazališta. U filmu je prikazan kao veseo i pomalo rastresen, ali izrazito marljiv i sposoban u poslu kojeg radi. Lea ga je nazivala svojim drugim tatom.
- Ivan Đuričić i Sanja Marin kao gospodin (Striček) i gospođa Širola, vlasnici stana u kojem Dječje carstvo ima probe. Njihova uloga zapravo je sekundarna u karijeri Lee Deutsch, ali je ona stričeka Širolu svejedno nazivala svojim trećim tatom. U njihovom stanu uvijek je bila gužva s obzirom na djecu koja su stalno vježbala. Tijekom filma, Širolu napusti supruga, a kasnije sudjeluje u organiziranju neuspjele predaje Leine obitelji partizanima.
- Ivica Gunjača kao Josip Deči, skladatelj i Strozzijev suradnik u kazalištu. Deči se uglavnom pojavljuje kao pijanist koji s Leom uvježbava predstave, a ujedno je i autor muzike za Strozzijevo Čudo od djeteta.
- Goran Grgić kao Dubravko Dujšin, ugledni hrvatski kazališni i filmski glumac. Dujšin se pojavljuje vrlo kratko u filmu i to u samo par navrata. Prvi put ga se može vidjeti prilikom izvedbe Molièreove komedije s Leom, kasnije u galeriji prilikom premijere, a pri samom kraju filma sudjelovao je u organiziranju bijega za Leinu obitelj.
- Joško Ševo kao Vjekoslav Afrić, ugledni hrvatski glumac. Afrić se pojavljuje tijekom proba i izvedbe Strozzijeve operete kao jedan od Leinih pobornika, a kasnije sudjeluje u organiziranju bijega zajedno s ostatkom kazališne ekipe.
- Mila Elegović kao neimenovana glumica/sobarica. Pojavila se kao Leina partnerica u izvedbi Freudenreichovih Graničara.
- Višnja Babić kao Nina Vavra, hrvatska glumica. Vavra se pojavljuje u sklopu kazališne ekipe koja prati i pomaže Lei u njezinom usponu, a kasnije se zalaže za nju nakon uspostave NDH. Također, bila je Leina i Sašina krsna kuma.
- Duško Valentić kao intendant Narodnog kazališta. Strozzi ga je opisao kao vrlo strogog i zahtjevnog intendanta, što je ovaj i pokazao nakon što ga je odrješito prekinuo prilikom predstavljanja Čuda od djeteta. Ipak, nakon što je pogledao Leu, pokazao je veliko razumijevanje i s velikim zadovoljstvom odobrio izvođenje operete na velikoj sceni. Početkom ustaškog terora završio je u logoru.
- Zijad Gračić kao Dušan Žanko, novopostavljeni intendant Narodnog kazališta. Žanka su 1941. na čelo kazališta postavile ustaše, no on je ipak bio znatno skloniji Lei nego što bi se dalo zaključiti. Prilikom posjeta Leina oca, pokušao mu je dati savjete kako pomoći Lei, a kasnije je obećao kako će učiniti sve što je u njegovoj moći da vrati Leu u kazalište.
- Radovan Ruždjak kao Rod Riffler, Lein učitelj plesa. Njegov dolazak izaziva pravu senzaciju u Zagrebu s obzirom na njegov status jednog od najboljih učitelja modernih plesova. Osim što je bio Lein mentor, bio je i blizak prijatelj njezine majke, što je izazivalo određene antipatije kod njezina oca. Došao je u pratnji prijatelja Louisa, s kojim je imao romantičnu vezu, i prelijepe plesačice Nade Ungar. Kasnije otkriva kako je prevarant i lažov, kako mu je pravo ime Robert Ungar i kako je u iznimnoj opasnosti jer je istovremeno i homoseksualac i Židov. Nakon što nastavlja raditi u školu koju je država zatvorila, po njega dolaze ustaški agenti koji su saznali za njegov pravi identitet. Odveden je u logor gdje je i umro.[6] Ulogu je izvorno trebao dobiti profesionalni plesač Nicolas Quesnoit, domaćoj publici najpoznatiji kao jedan od mentora u serijalu Ples sa zvijezdama.[6]
- Marinko Leš kao Louis, Rodov prijatelj iz Europe. Isprva se mislilo kako ne razumije hrvatski, ali sam je to demantirao vrlo brzo. Otkrilo se kako je bio u vezi s Rodom, ali je istovremeno bio i Nadin ljubavnik. Na koncu je ispraznio stan i bez poruke nestao s Nadom, ostavivši Roda samog u Zagrebu.
- Ana Herceg kao Nada Ungar, Rodova plesna partnerica. Nada se pojavila u nekoliko navrata u Rodovom plesnom studiju te je par puta plesala s njim i pokazala svoje vještine. Bila je u vezi s Louisom s kojim je na koncu i pobjegla. Ulogu Nade dobila je mlada plesačica Ana Herceg, domaćoj publici najpoznatija kao jedna od mentorica popularnog showa Ples sa zvijezdama, što je možda jedan od razloga zašto nije dobila govornu ulogu već isključivo plesnu.
- Milan Pleština kao rabin Freiberger. Freiberger je rabin u lokalnoj židovskoj zajednici koji pomaže Leinoj obitelji. Prvi put se pojavljuje kada dolazi po knjige koje odlaze na čuvanje na Kaptol. Savjetuje Stjepana i Ivku da krste Leu i Sašu, ali ne i sebe jer bi tako izgubili pomoć židovske zajednice. Na kraju filma završi u stočnom vagonu zajedno s Leom, njezinom majkom i bratom.
- David Ćuk kao Saša Deutsch, Lein mlađi brat. U filmu je prikazan kao razigrano i veselo dijete, a njegove omiljene igračke su drveni avion ručne izrade i kožna lopta.
- Alan Katić kao portir Mirko. Mirko je radio na ulazu Narodnog kazališta i bio je jedan od Leinih obožavatelja i prijatelja. Na kraju filma su ga zarobile ustaše i pretučenog i krvavog izvele iz kazališta pred Leinim očima.
- Petar Ćiritović kao ustaški časnik koji se pojavljuje kao Mirkova zamjena na porti Narodnog kazališta. Iako zna tko je Lea Deutsch, ne pušta ju u kazalište zbog zabrane koja je izdana.
- Bojana Gregorić Vejzović kao Margareta Jakšić, krojačica. Lea i Darija dolaze po haljinu za bal u njezinu krojačnicu, gdje se njihove majke sukobe zbog identičnih haljina koje su naručene.
- Ana Vilenica kao razrednica Leina razreda. Bila je jedna od Leinih najvjernijih gledateljica i uvijek je dolazila na premijere. Prva je koja je saznala vijest o Leinu odlasku iz škole, što ju je izrazito potreslo.
- Mladen Vasary kao Pathe snimatelj koji dolazi iz Pariza kako bi snimio Leu i njezin ples.
- Otokar Levaj kao doktor Panac, liječnik u Sestara milosrdnica koji skriva Leina oca od ustaških agenata.
- Vinko Kraljević kao svećenik koji pokrštava Leu i njeizna brata Sašu na zahtjev roditelja.
- Renne Gjoni kao njemački časnik koji je preuzeo stan Deutschovih nakon Tadijina odlaska na front te Leine deportacije u Auschwitz.
- Anđelko Struški kao agent ustaških službi.
- Sara Kišević kao Višnja. Bila je jedna od Leinih školskih kolegica.
- Zvonimir Novosel kao biljeter u Narodnom kazalištu.

### Cameo nastupi
- Dražen Siriščević kao ravnatelj kazališta pojavljuje se vrlo kratko kada pozdravlja Leu i Dariju nakon što saznaju da im je poklonio besplatne ulaznice za predstavu. Siriščević je inače ugledni poznavatelj glazbe, ravnatelj Koncertne dvorane "Vatroslav Lisinski" te televizijski voditelj, najpoznatiji po hrvatskoj inačici kviza Izazov i glazbenoj emisiji Opera Box.
- Marko Tolja i Sanja Doležal kao Ivo Robić i Nina Selak. I Tolja i Sanja Doležal bili su sudionici showa Ples sa zvijezdama, a Marko Tolja je bio mentor u showu Zvijezde pjevaju. U filmu su imali isključivo pjevačke uloge.
- Ecija Ojdanić, Barbara Nola i Helena Minić pojavljuju se kao kostimografkinje i šivačice u kazalištu i kasnije u publici prilikom Leinih izvedbi.
- Urša Raukar pojavila se kao jedna od brojnih gledatelja u publici prilikom izvedbe mjuzikla.
- Ivan Herceg dobio je ulogu ravnatelja Leine škole i profesora matematike. Usprkos angažmanu, njegove scene nisu prikazane u filmu.[7]

## Glazba
Glazbu za film potpisuje Alfi Kabiljo, ugledni hrvatski skladatelj i glazbenik, autor slavnog mjuzikla Jalta, Jalta. Ipak, specifičnost ovog soundtracka je ta što je, osim Kabiljove glazbe, sadržavao i nekoliko pjesma koje su izvodili pjevači Marko Tolja i Sanja Doležal te članice dječjeg zbora "Zvjezdice", Lea Leopoldović i Lea Šarić. Soundtrack je sniman u studiju Bajsić Hrvatske radiotelevizije uz pratnju Big Banda i Simfonijskog orkestra Hrvatske radiotelevizije. Orkestrima su ravnali dirigenti Silvije Glojnarić, Mladen Tarbuk i Alfi Kabiljo, a produkciju soundtracka potpisuju Saša Wozdecky, Petko Kantardžijev – Mlinac i Joško Krivić.
Također, soundtrack je specifičan po dvije stvari kojega svakako svrstavaju u povijest hrvatske filmske glazbe. Prvi je to soundtrack u Hrvatskoj koji je distribuiran istovremeno kada i film, a povijest klasične glazbe zadužio je zbog prvog tonskog zapisa operete Čudo od djeteta. Tu operetu su 1938. napisali Josip Deči (glazba) i Tito Strozzi (libreto) upravo za Leu Deutsch i tako joj omogućili profesionalni uspon. Opereta se nije izvodila više od 60 godina, a danas je sačuvana jedino klavirska partitura, koja se mogla čuti i u filmu. 
Soundtrack je izdala kuća Aquarius Records, a sadrži ukupno 26 pjesama:
Popis pjesama:
| Br. | Skladba                                    | Izvođač(i)                                               | Trajanje |
| --- | ------------------------------------------ | -------------------------------------------------------- | -------- |
| 1.  | »Lea i Darija - najavna špica«             | Simfonijski orkestar HRT                                 | 1:53     |
| 2.  | »Ti si moja pjesma«                        | Big Band HRT, Marko Tolja, Sanja Doležal                 | 1:21     |
| 3.  | »Projekcija Pathe«                         | Simfonijski orkestar HRT                                 | 1:17     |
| 4.  | »Tiho plove moje čežnje«                   | Big Band HRT, Marko Tolja                                | 1:10     |
| 5.  | »Hrvatsko narodno kazalište«               | Simfonijski orkestar HRT                                 | 1:50     |
| 6.  | »Predigra operete Čudo od djeteta«         | Simfonijski orkestar HRT                                 | 1:57     |
| 7.  | »Snage zla«                                | Simfonijski orkestar HRT                                 | 2:00     |
| 8.  | »Zagreb pjeva i pleše«                     | Big Band HRT, Simfonijski orkestar HRT, zbor "Zvjezdice" | 2:21     |
| 9.  | »Izgon iz razreda«                         | Simfonijski orkestar HRT                                 | 1:03     |
| 10. | »Rasplet«                                  | Simfonijski orkestar HRT                                 | 1:42     |
| 11. | »Vrijeme za ples«                          | Big Band HRT                                             | 1:19     |
| 12. | »Zagrljaj«                                 | Simfonijski orkestar HRT                                 | 2:59     |
| 13. | »Zle sile u kazalištu«                     | Simfonijski orkestar HRT                                 | 1:32     |
| 14. | »Duet iz opere Ivica i Marica«             | Simfonijski orkestar HRT, Lea Leopoldović, Lea Šarić     | 1:20     |
| 15. | »Uhićenje«                                 | Simfonijski orkestar HRT                                 | 1:01     |
| 16. | »Zagreb pjeva i pleše (instrumental)«      | Big Band HRT, Simfonijski orkestar HRT                   | 3:34     |
| 17. | »Prerušavanje«                             | Simfonijski orkestar HRT                                 | 3:34     |
| 18. | »Prolog iz opere Čudo od djeteta«          | Simfonijski orkestar HRT, Lea Leopoldović                | 1:57     |
| 19. | »Lea i mama«                               | Simfonijski orkestar HRT                                 | 1:58     |
| 20. | »Ti si moja pjesma (instrumental)«         | Big Band HRT                                             | 1:14     |
| 21. | »U potrazi za spasom«                      | Simfonijski orkestar HRT                                 | 3:39     |
| 22. | »Predigra/Step iz operete Čudo od djeteta« | Simfonijski orkestar HRT                                 | 2:21     |
| 23. | »Sabiralište«                              | Simfonijski orkestar HRT                                 | 2:12     |
| 24. | »Darija u Innsbrucku«                      | Simfonijski orkestar HRT                                 | 2:10     |
| 25. | »Tiho plove moje čežnje (instrumental)«    | Big Band HRT                                             | 0:48     |
| 26. | »Lea i Darija - odjavna špica«             | Simfonijski orkestar HRT                                 | 3:06     |

## Svjetska turneja i marketing
Nedugo nakon premijernog prikazivanja na 58. Pula film festivalu, Lea i Darija je započeo svjetsku turneju prilikom koje je sudjelovao na velikom broju međunarodnih festivala. Prvo gostovanje imao je u Chemnitzu tijekom 16. Schlingel festivala u sklopu kojeg se i natjecao za neku od glavnih nagrada. Festival se održavao u listopadu 2011. kada je zapravo i započela svjetska turneja filma. Nakon što je odradio festival u Njemačkoj, film je dobio priliku otvoriti Jewish Film Festival u Australiji. Festival se održavao od 2. do 20. studenog u Sydneyju i od 9. do 27. studenog 2011. u Melbourneu. Lea i Darija je projekcijama 2. i 9. studenog dobio priliku otvoriti festival na obje lokacije, a projekcije je imao još i 6. i 13. studenog na dvije lokacije. 
Osim australskog festivala, film Lea i Darija dobio je priliku otvoriti 8. međunarodni filmski festival "Jewish Eye" koji se održavao u izraelskom Ashkelonu. Festival se održavao od 13. do 21. studenog 2011. Redatelj Branko Ivanda bio je počasni gost festivala, a premijeri su prisustvovali gradonačelnik Ashkelona, Benny Vaknin, predsjednik Izraelskog filmskog vijeća i direktor festivala Micha Harish, veleposlanica RH u Državi Izrael Zorica Marica Matković i brojni drugi ugledni gosti. U sklopu službenog natjecateljskog dijela festivala prikazan je dokumentarni film Dječje carstvo, također u režiji Branka Ivande, koji govori o Lei, skupini Dječje carstvo i situaciji u Zagrebu u tom razdobolju. Po završetku festivala, filmu je uručena posebna nagrada žirija, iako nije bio u natjecateljskoj konkurenciji.
Nakon Izraela, film je dobio pozivnicu za gostojuće prikazivanje u New Yorku, u sklopu festivala židovskog filma koji se u siječnju 2012. održavao u Lincoln Centreu. Prikazivanje filma održalo se 29. siječnja 2012., isti dan kad i zagrebačka premijera. Tijekom proljeća, film je prikazan u sklopu filmskih festivala u Saint-Quentinu (Cine Jeune 2012.) i Hartfordu (Hartford JFF 2012.).

## Nagrade
Nakon premijernog prikazivanja na Pulskom festivalu, film je nominiran za Zlatnu arenu u nekoliko kategorija, od kojih je osvojio 3. Film je nagrađen Zlatnom arenom za scenografiju (Ivo Hušnjak), Zlatnom arenom za kostimografiju (Barbara Bourek) i posebnom Zlatnom arenom za masku (Ana Bulajić-Črček). Film je također nominiran za nagrade na nekoliko međunarodnih festivala, ponajviše onih židovskog filma. U sklopu Schlingel festivala 2011. bio je prikazan u sklopu službenog dijela natjecanja, ali je ostao bez nagrade. Film je otvorio Australski festival židovskog filma, ali je i tu ostao bez nagrade. Ipak, na 8. međunarodnom festivalu "Jewish Eye" koji se održavao u Izraelu, film Lea i Darija nagrađen je posebnom nagradom žirija. Isto tako, film je otvorio festival nakon što je izabran među 85 filmova iz 25 zemalja. Isto tako, film je u službenoj natjecateljskoj konkurenciji na festivalima Cine-Jeune u Saint-Quentinu i na Hartfordskom festivalu židovskog filma. Posebna počast filmu bila je izvedba u njujorškom Lincoln Centreu u sklopu festivala židovskog filma u siječnju 2012.

## Vanjske poveznice
- Službeni stranica filma  Arhivirana inačica izvorne stranice od 29. veljače 2012. (Wayback Machine)
- Lea i Darija na IMDb